# إيزابيل فيرير غينر
إيزابيل فيرير غينر (بالإسبانية: Isabel Ferrer Giner)‏ هي نبيلة ‏ إسبانية، ولدت في 1736، وتوفيت في 1793.